# Centaurus A
Centaurus A (còn gọi là Bán Nhân Mã A hay NGC 5128) là thiên hà thấu kính cách Trái Đất khoảng 11 triệu năm ánh sáng trong chòm sao Bán Nhân Mã.  Nó là một trong những thiên hà radio gần Trái Đất nhất, và nhân hoạt động của nó đã được các nhà thiên văn nghiên cứu kỹ lưỡng.  Thiên hà này cũng là một thiên thể sáng thứ 5 trên bầu trời, khiến nó là một đối tượng lý tưởng của thiên văn nghiệp dư, mặc dù chỉ có thể nhìn thấy từ bán cầu bắc ở vĩ độ thấp và bán cầu nam.
Một luồng phun tương đối phát ra năng lượng từ vùng được người ta tin là một hố đen siêu nặng tại tâm của thiên hà từ bước sóng tia X đến sóng radio. Bằng việc thực hiện các quan sát radio của luồng phun này trong một thập kỉ, các nhà thiên văn học đã xác định được phần bên trong của luồng phun đang di chuyển với vận tốc khoảng một nửa vận tốc ánh sáng. Các tia X được sinh ra ở xa phía ngoài khi luồng phun này chiếu vào vùng khí xung quanh hố đen và tạo ra các hạt năng lượng cao.
Như được quan sát trong các thiên hà bùng nổ sao khác, một vụ va chạm chịu trách nhiệm cho sự bùng nổ mãnh liệt của sự hình thành các ngôi sao. Sử dụng kính thiên văn vũ trụ Spitzer các nhà khoa học xác nhận Centaurus A đang trải qua một vụ va chạm thiên hà bằng cách nuốt một thiên hà xoắn ốc.

## Hình thái

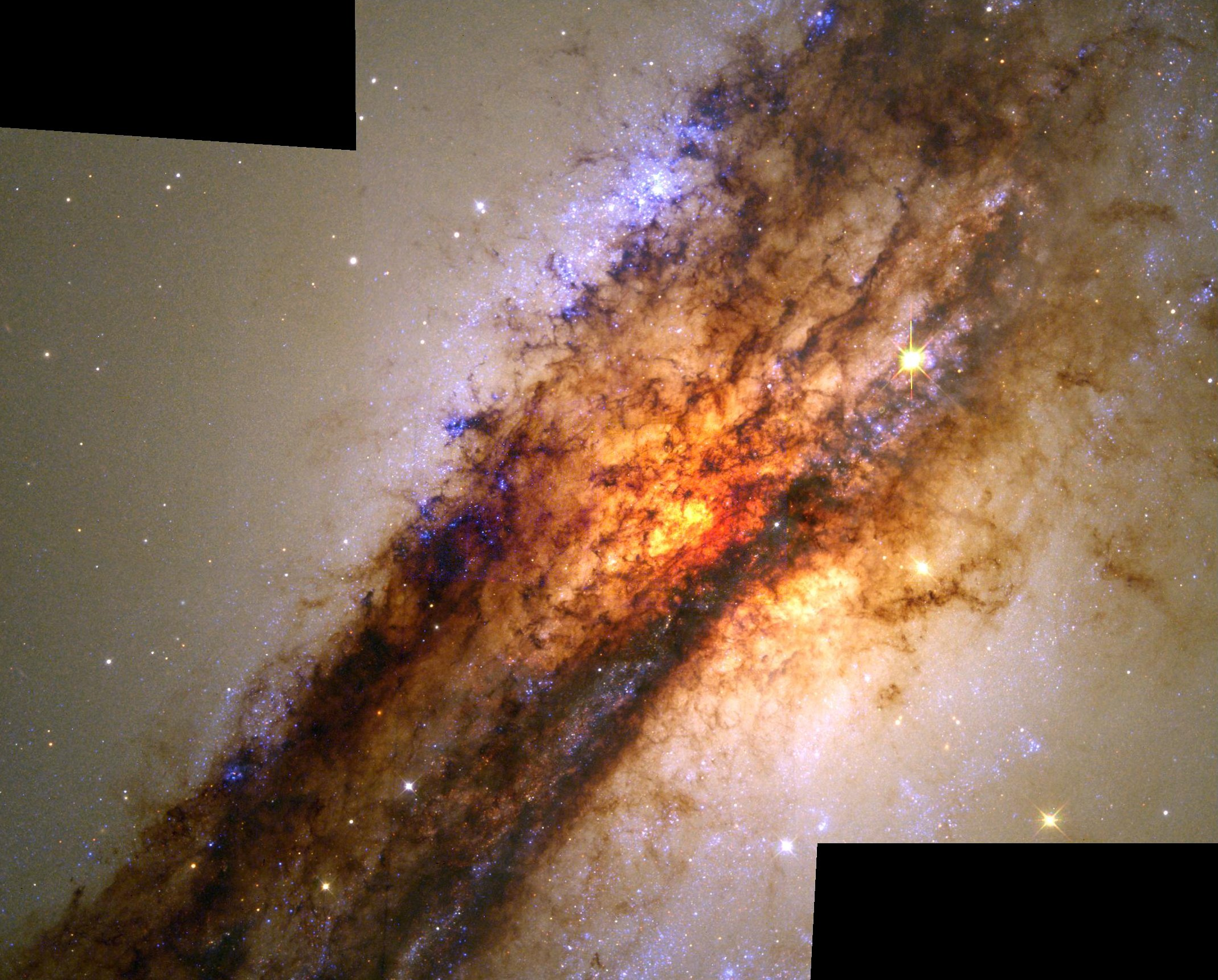
Một bức ảnh của kính viễn vọng không gian Hubble cho thấy đĩa bụi trước nhân của Centaurus A. Ảnh của HST/NASA/ESA.

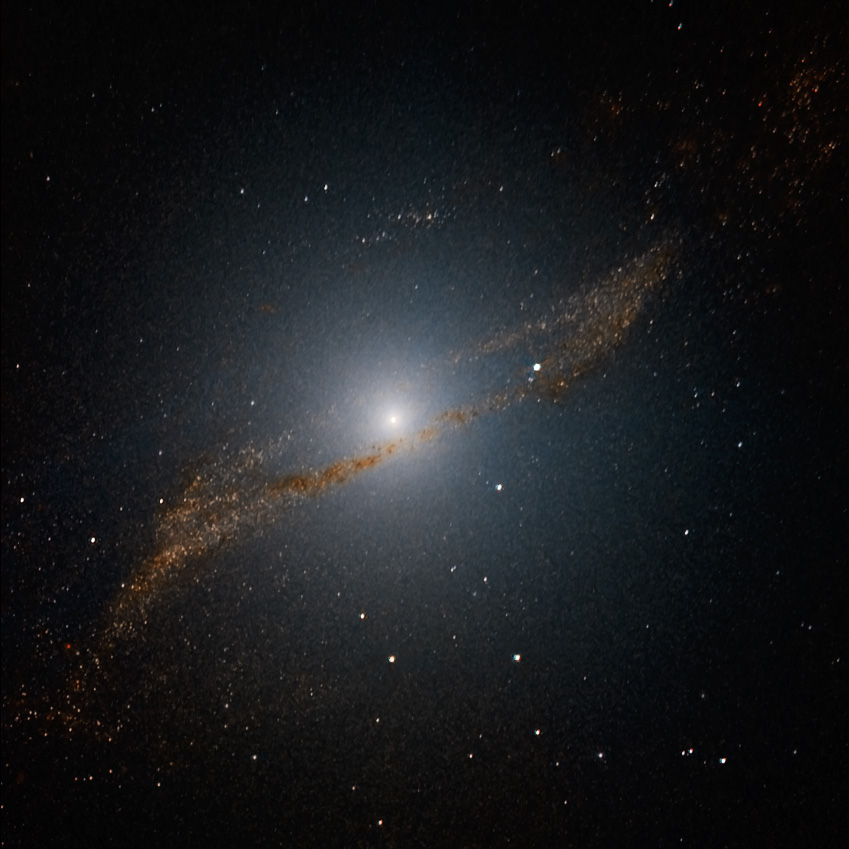
Bức ảnh chụp một phần nhân của Centaurus A cho thấy tàn dư của một thiên hà nhỏ hơn dạng hình bình hành đã bị nuốt vào cách đây khoảng 200 đến 700 triệu năm. Bức ảnh này dựa trên các dữ liệu thu được với thiết bị SOFI trên Kính thiên văn công nghệ mới ở Đài quan sát La Silla của ESO. Bức ảnh gốc, nhận được bằng quan sát gần-hồng ngoại qua ba bộ lọc (J, H và K) đã được xử lý đặc biệt để nhìn qua đám bụi, cung cấp ảnh nhìn rõ tại tâm. Trường quan sát trong khoảng 4 x 4 cung phút.

Centaurus A được miêu tả có hình dạng dị thường. Nhìn từ Trái Đất, thiên hà nhìn giống như thiên hà thấu kính hoặc elip với các dải bụi chồng lên. Sự dị thường của thiên hà này lần đầu tiên được John Herschel miêu tả năm 1847, và thiên hà được liệt kê trong Tập bản đồ các thiên hà dị thường (xuất bản năm 1966) như là một trong những ví dụ tốt nhất về thiên hà bị "nhiễu loạn" với sự hấp thụ bụi. Hình dạng kỳ lạ của thiên hà nói chung được công nhận như là kết quả của sự hợp nhất giữa hai thiên hà nhỏ hơn.
Phần phình ra của thiên hà bao gồm chủ yếu là các sao đỏ đã già. Tuy nhiên đĩa bụi lại là nơi sản sinh ra các ngôi sao mới; trên 100 vùng hình thành sao đã được tìm thấy trong đĩa.

## Siêu tân tinh
Một vụ nổ siêu tân tinh đã xảy ra trong Centaurus A.
Vụ nổ siêu tân tinh, có tên gọi là SN 1986G, được nhà thiên văn học Robert Evans phát hiện trong dải bụi tối của thiên hà năm 1986.
Sau đó nó được miêu tả là vụ nổ siêu tân tinh kiểu Ia,
xảy ra khi khối lượng của một sao lùn trắng tăng lên đủ lớn để hợp hạch cacbon tại tâm, tạo ra một phản ứng hạt nhân tỏa nhiệt, diễn ra do một sao lùn trắng trong một hệ sao đôi hút khí từ ngôi sao đồng hành. SN1986G được dùng để minh họa phổ của vụ nổ siêu tân tinh kiểu Ia là không hoàn toàn đồng nhất, và vụ nổ siêu tân tinh kiểu Ia có thể khác nhau theo cách chúng thay đổi độ sáng theo thời gian.

## Các thiên hà lân cận và nhóm thiên hà
Centaurus A nằm tại tâm của một trong hai nhóm con thuộc về nhóm M83, một nhóm thiên hà gần. Messier 83 (thiên hà Chong chóng phương nam) nằm tại tâm của nhóm con kia. Hai nhóm này thỉnh thoảng được đồng nhất với nhau thành một nhóm, và có khi lại được coi là hai nhóm. Tuy nhiên, các thiên hà xung quanh Centaurus A và các thiên hà xung quanh M83 nằm gần nhau, và cả hai nhóm con không di chuyển tương đối với nhau. Nhóm Centaurus A/M83 nằm trong siêu cụm Thất Nữ.

## Thông tin thiên văn nghiệp dư
Centaurus A nằm xấp xỉ 4° về phía bắc so với Omega Centauri (một cụm sao cầu nhìn được bằng mắt thường). Do thiên hà có độ sáng bề mặt cao và đường kính góc tương đối lớn, nó là một mục tiêu lý tưởng cho các quan sát nghiệp dư. Quầng sáng trung tâm và dải bụi tối thậm chí nhìn được qua kính định hướng và ống nhòm lớn, và cấu trúc của thiên hà có thể được nhìn thấy với một kính viễn vọng lớn. Centaurus A đã được xác định bằng mắt thường bởi Stephen James O'Meara.

## Các bức ảnh khác

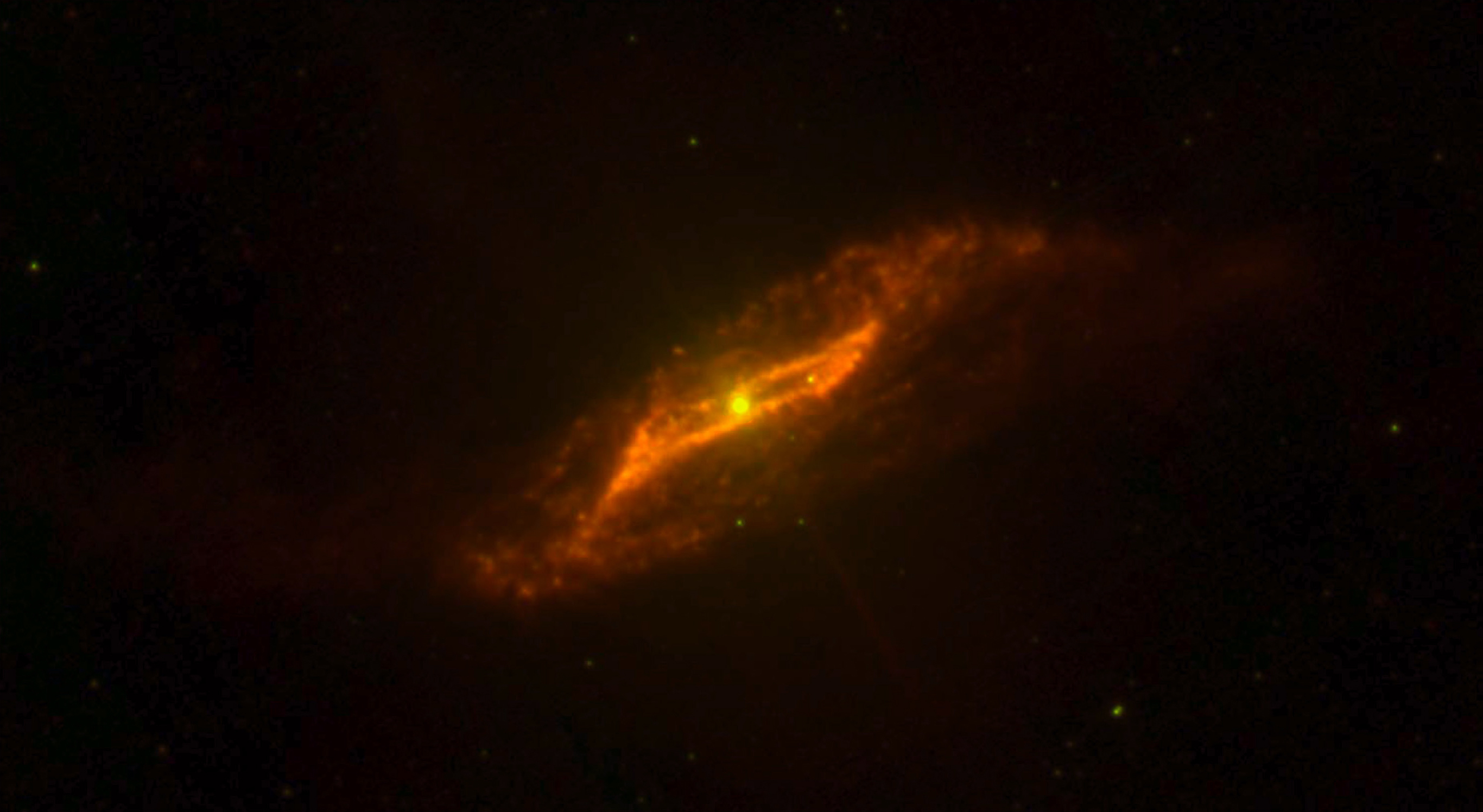
Đĩa bụi xoắn ốc (dải?) nằm bên trong tâm thiên hà rất tối tại bước sóng 24 μm được chụp bởi kính thiên văn không gian Spitzer.
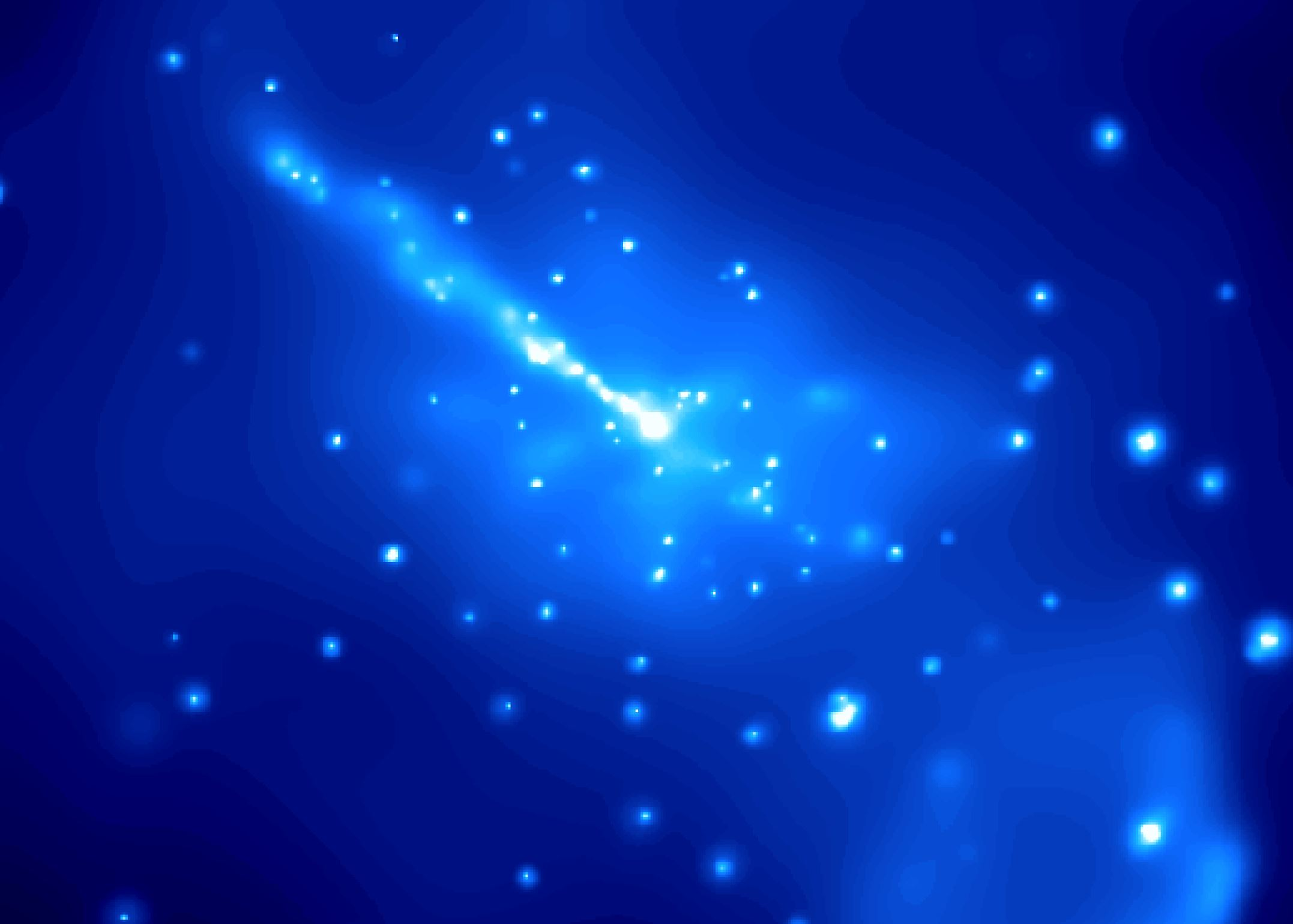
Ảnh Cen A do trạm quan sát không gian tia X Chandra chụp một tia tương đối tính từ lỗ đen trung tâm.
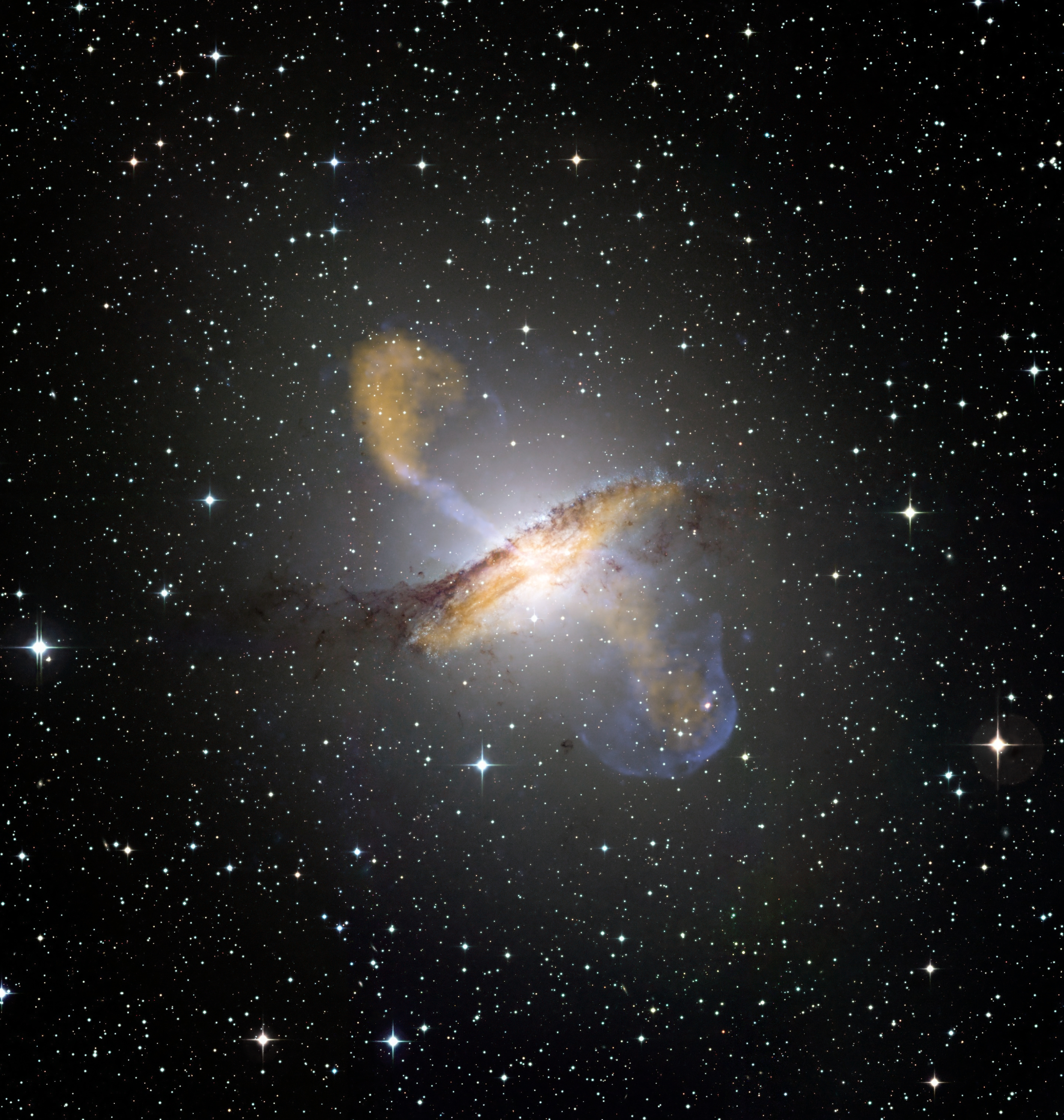
Centaurus A trong bước sóng sub-milimet của APEX cho thấy búp radio khổng lồ, phát ra bởi các tia. Ảnh của ESO